# 110-я стрелковая дивизия (2-го формирования)
110-я стрелко́вая диви́зия — воинское соединение, стрелковая дивизия Рабоче-крестьянской Красной армии (РККА) Вооружённых сил СССР, действующая во время Великой Отечественной войны. Бывшая дивизия народного ополчения Москвы. Это одна из немногих ополченческих дивизий, не попавших в Вяземский котёл, и вступивших в бой в Московской битве  в полном боевом составе. 110-я стрелковая дивизия под командованием командира дивизии полковника С. Т. Гладышева участвовала в Можайско-Малоярославецкой оборонительной операции Московской битвы на Боровском направлении. Сумела ценой жизни личного состава закрыть от прорыва 57-го моторизованного корпуса вермахта направление Медынь — Боровск — Наро-Фоминск. Основной личный состав в боях с 12 октября 1941 года по 25 октября 1941 года погиб. Дивизия, её полки и отдельные части в оборонительной операции под Боровском и Наро-Фоминском попали в окружение, но сумели сохранить Боевые знамёна и были оставлены в боевом составе РККА.

## Боевой путь

### 1941 год
Сформирована в июле 1941 года в Москве как 4-я дивизия народного ополчения Куйбышевского района. 60% личного состава дивизии составляли члены ВКП (б). В конце сентября 1941 года была преобразована в 110-ю стрелковую дивизию.
По состоянию на 20 сентября 1941 года 110-я стрелковая дивизия находилась в составе 31-й Армии РККА.
С 26 сентября 1941 года по 10 апреля 1943 года входила в состав Действующей армии ВС СССР.
8 октября 110-я стрелковая дивизия РККА находилась: 1287-м полком в Осташкове, остальным силами — на марше для принятия участка обороны у 247-й стрелковой дивизии на рубеже Большая Коша — Липовки. 9 октября сосредоточилась в районе деревни Ельцы для последующей отправки в район Гжатска. Однако в этот день была получена шифрограмма с новой боевой задачей. 10 октября со станции Селижарово дивизия отправляется к новому месту назначения на юго-запад от  Москвы. 11 октября эшелоны дивизии начали прибывать на железнодорожные станции восточнее Боровска.
12 октября части и подразделения дивизии начали занимать рубежи севернее и северо-восточнее Боровска. 13-14 октября части и подразделения дивизии совместно со 113-й стрелковой дивизией сдерживали противника под Боровском. 15 октября в составе частей 43-й армии дивизия получила приказ ликвидировать противника в Боровске. 16-19 октября дивизия вела бои северо-восточнее и восточнее Боровска. 20 октября дивизия, в составе 33-й армии, рассечена частями противника, объединилась только к 23 октября. 13-20 октября за неделю боевых действий потеряла убитыми и ранеными более 6000 человек. Под давлением противника дивизия была вынуждена отступать на восток и северо-восток, в район Наро-Фоминска. Для наведения порядка в дивизию выехал командир 33-й армии Ефремов . 

20 октября. В 7 часов утра началось наступление немцев на наше расположение — деревни Инютино и Климкино.
После развернутого наступления и минометного огня наша пехота начала отходить, мы стали вывозить орудия, отступать. В течение получаса неприятель гнал нас, заняв деревни Инютино и Климкино, к переезду Воронино, а еще через полчаса все — пехота, артиллерия полка и дивизии — сгрудились в дер. Добрино, и со всех сторон начался обстрел автоматчиками.
Всю эту деморализованную и в панике отступающую массу людей, подвод, орудий неприятель погнал самым решительным образом.
Никто не мог ему дать отпор, закрепиться в обороне.
Командир полка Дедов, потерявший самообладание и спокойствие, пытался удержать на оборонительном рубеже в беспорядке разбегающуюся пехоту, но все было тщетно — от него бежало все, все уходило в панике. Тогда ему подвели коня, и он быстро ускакал, бросив людей и огромные обозы.
Мы каким-то чудом спасли наши орудия, перебросив их на измученных лошадях в дер. Каменку.
Ночь и день двигаемся, утопая по колено в грязи, проселками и лесами в направлении Красной Пахры.
21 октября. Прибыли в Красную Пахру. Отдыхаем, отмываемся от грязи. Прошло уже три дня с момента нашего панического бегства от деревни Климкино. От полка осталось не более 300 человек, полковой обоз, противотанковая батарея с 2–3 пушками и наша 76-миллиметровая артиллерия с двумя пушками. Командования и штаба нет. Где они — никто не знает. Все в растерянности. Задаешься вопросом — кто виноват? Кто довел до такого состояния нашу сильнейшую армию?
Мы же десятилетиями оснащали ее боевой техникой. Где танки? Где наша авиация?
23 октября. Пытаемся связаться с командованием полка или дивизии. Нам отвечают, что оно находится с остатками дивизии где-то в районе Каменки.
Переехали из Красной Пахры в дер. Пучково под командование своих бесславных командиров 110-й дивизии. Нужно переформирование дивизии. То, что мы имеем сейчас, — это деморализованная, небоеспособная масса. Командование не отличается ни энергией, ни умением руководить боем. Мы уже стоим под Москвой. Предвижу огромные жертвы ввиду жестоких сражений, которые будут вестись на подступах к столице. Враг у Наро-Фоминска.
— Дневник П. П. Пшеничного
21 октября несколько групп дивизии, отброшенных противником к Наро-Фоминску, объеденены под командованием командира 1289-го стрелкового полка майора Н. А. Беззубова на рубеже Кузьминки, Татарка, Рождество. 22 октября вела бои под Наро-Фоминском, 1287-й стрелковый полк и сводный отряд майора Беззубова передан для укрепления обороны города. Остальные полки и подразделения дивизии находились южнее Наро-Фоминска на рубеже Каменское-Слизнево.
Из приказания командующему 33-й армией, генералу Ефремову от 22 октября:
Противник, пользуясь вашей неповоротливостью, беспечностью и непониманием важности Кубинского направления, перехватил шоссе мелкими группами
Приказываю немедленно развернуть всю 1-ю МСД ... закрыть разрыв между 110-й и 222-й сд...
...Предупреждаю, если будете сидеть сложа руки, противник немедленно займёт район Кубинка
23 октября, резолюция Жукова на донесении Ефремова:
1. Вы нерадиво доносите об удержании 23.10.1941 1 ГСМД г. Наро-Фоминск.
2. Примите меры к собиранию людей 110, 113 , 151 МСБр - это будет полезнее философии, тем более вы отлично знаете, что мы ничего дать сейчас 33 А не можем.
3. Учтите, противник действует по направлениям, а не сплошным боевым порядком
Дивизия одним полком удерживает восточный берег Нары, прикрывая направление на Кубинку. Отмечается отсутствие продовольствия и боеприпасов.
Из дневника П. П. Пшеничного, бойца дивизии от 23 октября.
«Переехали из Красной Пахры в дер. Пучково под командование своих бесславных командиров 110-й дивизии. Нужно переформирование дивизии. То, что мы имеем сейчас, — это деморализованная, небоеспособная масса. Командование не отличается ни энергией, ни умением руководить боем. Мы уже стоим под Москвой. Предвижу огромные жертвы ввиду жестоких сражений, которые будут вестись на подступах к столице. Враг у Наро-Фоминска».
26 октября дивизия ведёт бои южнее Наро-Фоминска, очищая от мелких групп противника Атепцево, Горчухино, Смущево. С конца октября ведёт бои и укрепляется южнее Наро-Фоминска, в районе Атепцево, Слизнево. Отмечается плохая проходимость дорог.

### 1942 год
19 января 110-я стрелковая дивизия РККА освободила Верею. С января по апрель участвовала в Ржевско-Вяземской стратегической наступательной операции. До 1943 года вела бои местного значения.

### 1943 год
С 4 марта 110-я стрелковая дивизия РККА принимала участие в Ржевско-Вяземской операции 1943 года, освободила Вязьму.
10 апреля 1943 года 110-я сд преобразована в 84-ю гвардейскую стрелковую дивизию.

## Подчинение
- Резервный фронт, 31-я армия — на 01.10.1941 года
- Западный фронт, 43-я армия — с 11.10.1941 года
- Западный фронт, 33-я армия — с 19.10.1942 года[7]

## Состав

### Личный состав
Личный (численный) состав 110-й стрелковой дивизии 31-й Армии РККА по состоянию на 20 сентября 1941 года:
- всего: по штату — 11 720 военнослужащих, по списку — 11 427 военнослужащих,
  - из них:
    - командный и начальствующий состав:
      - итого: по штату — 866 военнослужащих, по списку — 889 военнослужащих,
        - комсостав: по штату — 508 военнослужащих, по списку — 507 военнослужащих;
        - политсостав: по штату — 133 военнослужащих, по списку — 148 военнослужащих;
        - техсостав: по штату — 51 военнослужащих, по списку — 45 военнослужащих;
        - адм.-хоз. состав: по штату — 68 военнослужащих, по списку — 105 военнослужащих;
        - медсостав: по штату — 75 военнослужащих, по списку — 55 военнослужащих;
        - ветсостав: по штату — 21 военнослужащих, по списку — 21 военнослужащих;
        - юрсостав: по штату — 10 военнослужащих, по списку — 8 военнослужащих.

    - младшего начсостава: по штату — 1 629 военнослужащих, по списку — 1 431 военнослужащих,
    - рядового состава: по штату — 9 225 военнослужащих, по списку — 9 107 военнослужащих.

### Боевой состав
- 1287-й стрелковый полк
- 1289-й стрелковый полк
- 1291-й стрелковый полк
- 971-й артиллерийский полк
- 200-й отдельный истребительно-противотанковый дивизион
- 695-й отдельный зенитно-артиллерийский дивизион (274-я зенитная батарея)
- 470-я разведывательная рота
- 463-й сапёрный батальон
- 859-й отдельный батальон связи (488-я отдельная рота связи)
- 493-й медико-санитарный батальон
- 332-я отдельная рота химический защиты
- 329-я автотранспортная рота (с 17.09.1941 до 19.06.1943)
- 262-я полевая хлебопекарня
- 720-й дивизионный ветеринарный лазарет (с 01.12.1941)
- 754-я полевая почтовая станция
- 599-я полевая касса Госбанка

## Командиры
- Гладышев, Степан Трофимович (26.09.1941 — 25.10.1941), полковник
- Матусевич, Иосиф Иванович (25.10.1941[8] — 07.12.1941), полковник
- Беззубов, Николай Александрович (08.12.1941 — 17.08.1942), полковник
- Юрин, Алексей Николаевич(18.08.1942 — 10.10.1942), полковник
- Зайцев, Пётр Алексеевич (11.10.1942 — 10.11.1942), полковник
- Петерс, Георгий Борисович (11.11.1942 — 10.04.1943), полковник, с 1.9.1943 генерал-майор

## Герои Советского Союза
- Лаптев, Павел Васильевич, лейтенант, командир батареи 971-го артиллерийского полка.
- Фрадков, Ефим Борисович, командир орудия 971-го артиллерийского полка.